# Championnat d'Afrique féminin de basket-ball 1984
Navigation
Angola 1983 Mozambique 1986
Le Championnat d'Afrique féminin de basket-ball de la FIBA 1984 est le neuvième championnat FIBA Afrique pour les femmes, placé sous l’égide de la FIBA, instance mondiale régissant le basket-ball. 
Le tournoi a été organisé par le Sénégal du 22 au 30 décembre 1984 à Dakar. Il a été remporté par le pays hôte à la suite du forfait du Zaïre en finale.

## Compétition

### Premier tour

#### Groupe A
| Groupe A |          |     |   |   |   |     |     |      |
|          | Équipe   | Pts | J | G | P | PP  | PC  | Diff |
| 1        | Sénégal  | 6   | 3 | 3 | 0 | 269 | 146 | +123 |
| 2        | Cameroun | 5   | 3 | 2 | 1 | 188 | 142 | +46  |
| 3        | Égypte   | 4   | 3 | 1 | 2 | 183 | 220 | −37  |
| 4        | Guinée   | 3   | 3 | 0 | 3 | 128 | 260 | −132 |

#### Groupe B
| Groupe B |            |     |   |   |   |     |     |      |
|          | Équipe     | Pts | J | G | P | PP  | PC  | Diff |
| 1        | Zaïre      | 6   | 3 | 3 | 0 | 274 | 164 | +110 |
| 2        | Mali       | 5   | 3 | 2 | 1 | 206 | 210 | -4   |
| 3        | Mozambique | 4   | 3 | 1 | 2 | 218 | 252 | -34  |
| 4        | Angola     | 3   | 3 | 0 | 3 | 139 | 211 | -72  |

### Tour final
Pendant l'échauffement de la finale, une bagarre éclate entre les joueuses sénégalaises et zaïroises. Ces dernières refusent de jouer et le Sénégal est déclaré vainqueur par forfait.
|  | Demi-finales | Demi-finales | Demi-finales | Demi-finales |                               |         | Finale      | Finale      | Finale      | Finale      |
|  |              |              |              |              |                               |         |             |             |             |             |
|  | 28 décembre  | 28 décembre  | 28 décembre  | 28 décembre  |                               |         | 30 décembre | 30 décembre | 30 décembre | 30 décembre |
|  | Sénégal      | Sénégal      | 93           | 93           |                               |         | 30 décembre | 30 décembre | 30 décembre | 30 décembre |
|  | Sénégal      | Sénégal      | 93           | 93           |                               |         | 30 décembre | 30 décembre | 30 décembre | 30 décembre |
|  | Mali         | Mali         | 81           | 81           |                               |         | 30 décembre | 30 décembre | 30 décembre | 30 décembre |
|  | Mali         | Mali         | 81           | 81           | Sénégal                       | Sénégal | 2           | 2           |             |             |
|  | 28 décembre  |              |              |              | Sénégal                       | Sénégal | 2           | 2           |             |             |
|  |              |              | Zaïre        | Zaïre        | 0                             | 0       |             |             |             |             |
|  | Zaïre        | Zaïre        | Zaïre        | Zaïre        | 0                             | 0       | 116         | 116         |             |             |
|  | Zaïre        | Zaïre        |              |              |                               |         |             | 116         |             |             |
|  | Cameroun     | Cameroun     | 86           | 86           |                               |         |             |             |             |             |
|  | Cameroun     | Cameroun     | 86           | 86           | Match pour la troisième place |         |             |             |             |             |
|  |              |              |              |              |                               |         |             |             |             |             |
|  | 30 décembre  |              |              |              |                               |         |             |             |             |             |
|  | Cameroun     | Cameroun     | 83           | 83           |                               |         |             |             |             |             |
|  | Cameroun     | Cameroun     | 83           | 83           |                               |         |             |             |             |             |
|  | Mali         | Mali         | 70           | 70           |                               |         |             |             |             |             |
|  | Mali         | Mali         | 70           | 70           |                               |         |             |             |             |             |

## Classement final
| Place                       | Équipes    | V-D |
| --------------------------- | ---------- | --- |
| Médaille d'or, Afrique      | Sénégal    | 5–0 |
| Médaille d'argent, Afrique  | Zaïre      | 4-1 |
| Médaille de bronze, Afrique | Cameroun   | 3-2 |
| 4                           | Mali       | 2-3 |
| 5                           | Mozambique | 2-2 |
| 6                           | Égypte     | 1-3 |
| 7                           | Angola     | 1-3 |
| 8                           | Guinée     | 0-4 |

## Effectifs
Les joueuses suivantes ont participé au Championnat d'Afrique :
- Zaïre : Philomène Bompoko Lomboto[2].